# Load/store-architectuur
In computertechniek is een load/store-architectuur (of register/register-architectuur) een instructiesetarchitectuur waarbij de instructies verdeeld zijn in twee categorieën: geheugentoegang (laden en opslaan tussen geheugen en registers) en ALU-bewerkingen (die alleen plaatsvinden tussen registers).
Bij een load/store-architectuur moeten zowel de operanden als de bestemming voor bewerkingen zoals een optelling in registers staan. Dit verschilt van een register/geheugenarchitectuur waarin een van de operanden voor de optelbewerking zich in het geheugen kan bevinden terwijl de andere zich in een register bevindt.
Een load/store-architectuur wordt courant gebruikt door vectorprocessors en bij RISC-architecturen zoals PowerPC, SPARC, RISC-V, ARM en MIPS.